# Wario Land: The Shake Dimension
Wario Land: The Shake Dimension, intitulé Wario Land Shake (ワリオランドシェイク Wario Rando Sheiku) au Japon et Wario Land: Shake It! en Amérique du Nord, est un jeu vidéo développé par Good-Feel et édité par Nintendo. Il s’agit d’un jeu de plates-formes sorti sur Wii le 24 juillet 2008 au Japon, puis le 26 septembre 2008 en Europe. Il fait partie de la série des Wario Land. Le jeu est réédité sur la console virtuelle la Wii U le 7 avril 2016 en Europe, le 24 août 2016 au Japon, et le 17 novembre 2016 aux États-Unis.

## Système de jeu
Wario Land: The Shake Dimension est un jeu de plates-formes à défilement horizontal. Le joueur tient la Wiimote de côté, dirige Wario avec la croix directionnelle, et doit secouer la Wiimote pour effectuer des actions données par exemple: il faut secouer la Wiimote verticalement afin que Wario crée une onde de choc qui fait tomber les objets instables ou les colonnes marquées d'un « ? » Si Wario tient un sac ou un ennemi, il le secoue.
Si on appuie sur le bouton 2, on fait sauter Wario. La flèche bas permet à Wario de s'introduire dans les tuyaux, propusleurs, et autres machines, idem pour la flèche haut. Le bouton 1 ordonne à Wario d'attaquer : seule l'attaque « Coup d'épaule » est disponible. On peut faire un coup d'épaule et un saut pour détruire les pierres qui sont en hauteur (bouton 1 puis 2). Lorsque Wario tient un objet, si le bouton 1 est enfoncé, on peut incliner la Wiimote afin de pouvoir lancer l'objet en relâchant le bouton. Si Wario fait un saut, il peut faire une attaque rodéo si l'on appuie sur 2. Il peut glisser sur les pentes, si on appuie sur bas.

## Développement
Le jeu inclut des cinématiques animées créées par Production I.G

## Accueil

### Critique
| Publication                         | Note                            |
| ----------------------------------- | ------------------------------- |
| Famitsu                             | 31 / 40                         |
| Edge                                | 6 / 10                          |
| IGN                                 | 8,4 / 10                        |
| 1UP.com                             | C+                              |
| GameSpot                            | 8 / 10                          |
| Gamekult                            | 6 / 10                          |
| Jeuxvideo.com                       | 14 / 20                         |
| Compilations de plusieurs critiques |                                 |
| GameRankings                        | 77 % (basé sur 15 critiques)    |
| Metacritic                          | 77 % (basé sur 19 critiques)    |
| GameStats                           | 7,8 / 10 (basé sur 8 critiques) |

Wario Land: The Shake Dimension a été globalement bien reçu par la presse spécialisée. Les sites GameRankings, Metacritic et GameStats, qui effectuent des moyennes à partir de nombreuses publications, lui attribuent tous les trois un score de 77 %,,.